# Chaná
El chaná és una llengua charruana extinta que es parlava a l'actual territori de l'Uruguai, concretament a la regió entre els rius Uruguai i Paranà-Guazú.
No hi ha molts documents que parlin de la gramàtica del chaná, tan sols un llibre escrit per Dámaso Antonio Larrañaga i algunes llistes de paraules. És una llengua germana del balomar, parlada a Entre Ríos (Argentina), i també extinta.

## Comparació lèxica
| GLOSSA   | Charrúa | Chaná | Güenoa |
| -------- | ------- | ----- | ------ |
| 'ull'    | i-xou   |       |        |
| 'orella' | i-mau   |       |        |
| 'mà'     | guar    | mbó   |        |
| 'aigua'  | hué     |       |        |
| 'sol'    |         | dioi  |        |
| 'gos'    | samayoí |       | lochan |
| 'arbre'  |         | huok  |        |
| 'u'      | yú      | ugil  | yut    |
| 'dos'    | sam     | usan  |        |
| 'tres'   | detí    | detit |        |